# Guelta

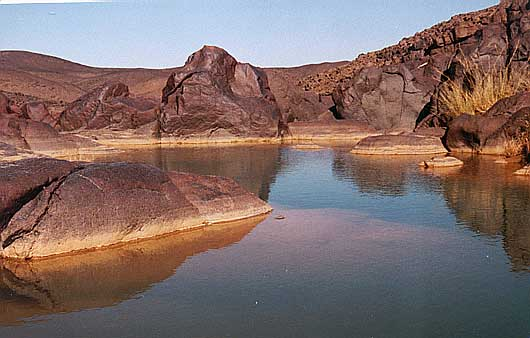
Una guelta, vicino a Oubankort nell'Adrar degli Ifoghas (Mali).

Guelta (pron. ['gelta]) è un termine arabo usato in Nordafrica per indicare qualunque bacino d'acqua naturale, dalla pozza d'acqua a un vero e proprio lago. Il termine berbero corrispondente è agelman (in Marocco)/ agelmam (in tuareg)/ agelmim (in Cabilia).
Il termine designa specchi d'acqua che possono essere temporanei, stagionali o permanenti. Possono avere un emissario o essere costretti in una conca senza uscita superficiale.
Può essere nel letto di uno uadi, o in cisterne naturali nelle rocce. In questo caso sono di solito protette da una forte esposizione al sole nei massicci montagnosi. Ad esempio in quello ciadiano dell'Ennedi, ove si trova la guelta d'Archei, o nell'Adrar degli Ifoghas, in Mali. Nel Medio Atlante, a sud di Azrou, esiste una regione, ricca di laghetti di origine vulcanica, detta Regione degli Agelman; il più grande e conosciuto, lungo circa 3 km, è l'Agelman n Sidi Ali u Mohand.
I termini guelta o aguelmane entrano spesso nei toponimi, per esempio nel nome della località di Guelta Zemmur ("stagno degli ulivi"), nel Sahara Occidentale.